# Nikola Tulimirović

Simbolul partidului Nici unul dintre răspunsurile oferite

Nikola Tulimirović (în sârbă Никола Тулимировић, n. 22 octombrie 1981, Belgrad, RS Serbia, RSF Iugoslavia) este un politician sârb, fost membru în Adunarea Națională a Republicii Serbia. Este președintele partidului politic Nici unul din răspunsurile oferite.

## Biografie
Nikola Tulimirović s-a născut în 22 octombrie 1981 la Belgrad, unde a terminat școala primară „Siniša Nikolajević”, iar apoi Liceul de Matematică. A studiat la Facultatea de Electronică,, catedra de tehnică de calcul și informatică. În final a renunțat la studii, convins că diploma nu va avea un beneficiu.
În tinerețe, a fost recompensat în competiții în domeniul fizicii și al matematicii, iar ca exemplu important, primul premiu în cadrul Concursului Republican de Fizică se evidențiază.
În liceu și ca student, de la începutul anului 2000 până în 2003, Tulimirović lucrează în vânzarea de computere și accesorii, lucrează pentru Art TV timp de mai multe luni, iar apoi, în 2006, se implică în servicii de catering și programare în paralel. Din 2004 a lucrat la Infostud. La sfârșitul anului 2006 a fondat o companie de consultanță și dezvoltare de programe informatice, unde a lucrat până în mai 2012, când a fost ales deputat.
Fondator este și președinte al partidului minorității vlahe  Nici unul dintre răspunsurile oferite. Partidul a fost înființat în 2010. A înregistrat partidul ca partid reprezentând marea minoritate, la vremea respectivă, taxele pentru stabilirea unui partid politic obișnuit au depășit 2.600.000 de dinari. Din acest motiv, deși un sârb de naționalitate, a susținut proiectele comunității naționale vlahe. Înainte de a fi membru în Niciunul dintre răspunsurile oferite, el nu era membru al vreunui partid politic.
Într-un singur mandat, de la 31 mai 2012 până la 16 aprilie 2014, a fost deputat în Adunarea Națională.
Trăiește și lucrează la Belgrad. Nu este căsătorit și nu are copii.